# Климів (Брянська область)
Климів (рос. Климово) — селище міського типу, центр Климівського району Брянської області, Росія. Розташоване на території української історичної землі Стародубщина. Населення селища становить 13 554 осіб (2021).

## Географія
Селище розташоване на річці Ірпа, правій притоці річки Снов, за 10 км від кордону з Україною.

## Історія
Селище засноване в 1708 році як посад Климів. Свою назву отримав на честь старообрядницького ватажка Клима Єрмолайовича, який вважається засновником посаду. У XVIII ст. перебував у складі Стародубського полку, у ХІХ ст. в Чернігівській губернії, в 1918-му році — в Українській Державі. З 1919 року — в складі Росії.

### Російсько-українська війна
Перед великою московитською навалою в лютому 2022 року неподалік селища було розгорнуто польовий табір російських воєнних злочинців (52°20′47″ пн. ш. 32°10′16″ сх. д. / 52.346378° пн. ш. 32.171059° сх. д.). Звідти вони висунулись до України, туди ж повернулись після поразки у битві за Київ.
14 квітня 2022 року голова Брянської області Олександр Богомаз заявив, що ЗСУ обстріляли селище, постраждали два житлові будинки, а серед мешканців є потерпілі. Служба безпеки України навела запис телефонної розмови російського військового, в якій він зізнається, що це смт обстріляли росіяни. Цей обстріл є прикладом операції під фальшивим прапором для виправдання подальших обстрілів території України.

## Економіка
В селищі працюють консервний завод, швейна фабрика та крохмально-паточний комбінат.

## Видатні місця
- Церква Дмитрія Солунського

## Відомі люди
В селищі народився Шведов Ігор Олександрович — артист, письменник. Народний артист УРСР.